# Zlatopil, Vasîlivka
Zlatopil (în ucraineană Златопіль) este un sat în comuna Skelkî din raionul Vasîlivka, regiunea Zaporijjea, Ucraina.

## Demografie
Componența lingvistică a localității Zlatopil
     Ucraineană (92,09%)
     Rusă (6,78%)
Conform recensământului din 2001, majoritatea populației localității Zlatopil era vorbitoare de ucraineană (92,09%), existând în minoritate și vorbitori de rusă (6,78%) și armeană (1,13%).